# Tone Pretnar
Tone Pretnar, slovenski literarni zgodovinar, verzolog, prevajalec, * 9. avgust 1945, Ljubljana, Slovenija, † 16. november 1992, Katovice, Poljska.
Pretnar je bil docent za primerjalno slovansko književnost in učitelj starejše slovenske književnosti na Filozofski fakulteti v Ljubljani. 

## Življenje
Rodil se je v obrtniški družini iz Tržiča. Tam je obiskoval osnovno šolo, maturiral je leta 1964 na Gimnaziji Kranj. Študiral je slovenski in ruski jezik na Filozofski fakulteti v Ljubljani, diplomiral je februarja 1971. Kot lektor slovenskega jezika je deloval na univerzah v Varšavi, Gradcu, Krakovu, Celovcu. Znanstveno pot je začel na Poljski akademiji znanosti in umetnosti v Varšavi leta 1972 in kmalu postal mednarodno priznan strokovnjak za verzologijo. Svojo raziskovalno metodo je predstavil v magistrski nalogi z naslovom Iz zgodovine slovenskega verznega oblikovanja od začetkov do Prešerna in delo zagovarjal na Univerzi v Ljubljani leta 1980. Doktoriral je v Varšavi leta 1988 z disertacijo Mickiewicz in Prešeren. Istega leta je postal docent za primerjalno slovansko književnost na Oddelku za slovanske jezike in književnost Filozofske fakultete v Ljubljani. 
Predaval je na univerzah v Osijeku (1987–1989), Trstu (1989), Celovcu (1990), Katovicah (1992), bil je na enomesečnem študijskem bivanju v Vilniusu v Litvi (1991). Nastopil je na konferencah v Poznanju (1989), Kaliszu (1989), Wrocławu (1990), na zborovanjih slovenskih slavistov, kjer je predstavljal referate o poljsko-slovenskih literarnih razmerjih. Kot član mednarodne verzološke sekcije pri Inštitutu za literarne raziskave poljske akademije znanosti v Varšavi je z referati sodeloval na letnih srečanjih, z objavami pa v zbornikih Primerjalna slovanska metrika (1992, 1993). 
Do leta 1992 je kot lektor redno sodeloval s predavanji na SSJLK. Od leta 1986 je bil član žirije mednarodne literarne prireditve Vilenice. Leta 1987 je prejel priznanje poljskega ministrstva za kulturo in leta 1991 Sovretovo nagrado za prevode iz poljščine.
1. oktobra 1992 je odšel na Poljsko na Inštitut za slovansko filologijo Šlezijske univerze v Katovicah, kjer je začel delati kot profesor slovenskega jezika, literature in kulture in nenadoma umrl. 
Pokopan je v Tržiču, kjer je bil celo življenje zelo cenjen (prejel je Prešernovo nagrado Gorenjske za leto 1984, Plaketo mesta Tržič za leto 1991 in večkrat Kurnikovo priznanje domačega kraja). Bil je prvi potujoči knjižničar v Tržiču, honorarno je delal v občinski matični knjižnici ter v specialni knjižnici v Bombažni predilnici in tkalnici v Tržiču. Od leta 1993 knjižnica v Tržiču nosi njegovo ime. Ob dvajseti obletnici Pretnarjeve smrti so v knjižnici odprli sobo, posvečeno znamenitemu meščanu.

## Strokovno delo
Jedro njegovega dela je v metriki oziroma verzologiji, (primerjalni) teoriji in zgodovini verznega oblikovanja besedil. Njegovi drugi literarnovedni interesi so bili usmerjeni v  primerjalno slavistiko (študij slovensko-poljskih literarnih stikov, teorija in zgodovina prevajanja) ter v  raziskave iz zgodovine slovenskega slovstva od Brižinskih spomenikov do najnovejših romanov. Poleg znanstvenih študij je objavil več knjig prevodov (poljska, češka, ruska, litovska in angleška pesniška in prozna besedila) in izvirne priložnostne poezije, za katero si je izbral termin grafomanija. Bil je tudi urednik.

## Izbrana bibliografija

### Monografije
- Slovenščina za Poljake = Kurs podstawowy jezyka słoweńskiego. Katowice: Uniwersytet Ślaski, 1980. (COBISS)
- V sotočju Bistrice in Mošenika: Tržič v 100 slikah in 100 oktavah. Radovljica: Didakta, 1992. (COBISS)
- Iz zgodovine slovenskega verznega oblikovanja. Ljubljana: Znanstveni inštitut FF, 1997. (COBISS)
- Prešeren in Mickiewicz: o slovenskem in poljskem romantičnem verzu. Ljubljana: Slovenska matica, 1998. (COBISS)
- z Boženo Ostromęcka-Frączak: Slovensko-poljski slovar = Słownik słoweńsko-polski. Ljubljana: DZS, 1996. (COBISS)

### Prevodi
- Czesław Miłosz: Somrak in svit. Ljubljana: Slovenska matica: Partizanska knjiga, 1987. (COBISS)
- Tadeusz Konwicki: Kronika ljubezenskih pripetljajev. Ljubljana: Mladinska knjiga, 1990. (COBISS)
- Zbigniew Herbert: Beli raj vseh možnosti. Ljubljana: Društvo slovenskih pisateljev, 1992. (prevod skupaj z Nikom Ježem) (COBISS)
- Veter davnih vrtnic: Antologija pesniških prevodov 1964-1993. Ljubljana: Slava, 1993-  (COBISS)

### Članki
- Fran Miklošič kot prevajalec poljske poezije. Jezik in slovstvo 1/2 (1991/92) 22–27. (COBISS)
- Približevanje sakralnega besedila govorjenemu jeziku v slovenskem srednjeveškem pismenstvu. (Teze). Slava 5/1 (1991/92). 7–8. (COBISS)
- O verzu in kitici. Slava 2/plus (1987/88). 51–53. (COBISS)
- Križ s križi kot križev pot. O zgodbenem in obrednem členjenju Polanškovega romana. 27. SSJLK, Ljubljana, FF 1991. 169–177.
- Znaczenie Adama Mickiewicza dla twórczości France Prešerna. Pamięetnik Słowiański 47/48 (1997/1998). 43–52. (COBISS)

### Uredniško delo
- Alojz Gradnik: Zbrano delo, 1–2. Ur. Miran Hladnik in Tone Pretnar. Ljubljana: DZS, 1984–86 (Zbrana dela slovenskih pesnikov in pisateljev). (COBISS)
- Zbornik predavanj. Ur. Tone Pretnar in Darinka Počaj-Rus. Ljubljana: Oddelek za slovanske jezike in književnosti Filozofske fakultete, 1990 (Seminar slovenskega jezika, literature in kulture). (COBISS)